# Senki Alfonz
Senki Alfonz Rejtő Jenő Az elátkozott part és A három testőr Afrikában című műveinek egyik hőse. Regénybeli jellemzése szerint:
„A világ valamennyi államából örök időkre kiutasították, és így már régóta csak a legnagyobb titokban tartózkodhatott a Földön. Főként éjszaka. Tuskó Hopkins szerint dán volt, egy guatemalai méregkeverő esküdött rá, hogy spanyol, ő maga büszkén vallotta, hogy »szülőföld nélküli«, mert egy bennszülött kenuban jött a világra Colombo közelében, és szüleitől valamennyi környező állam megtagadta a gyermek anyakönyvezését. Egy örmény gőzösön keresztelték, de ez az állam időközben megszűnt. Rendőrségi szakértők szerint közigazgatási úton egy másik bolygóra kellene továbbítani. Csinos, kissé nőiesen karcsú fiú volt. Rendkívül választékos modorú, előkelő és igen művelt. De kevesen használták úgy a kést, mint ő, és néhány év előtt egy horogütése következtében a port-szuezi pénzügyőrök káplára évekig rángatta a vállát úgy, hogy értekezést írtak róla egy orvosi szaklapban.”
Később kiderült, hogy ő valójában La Rochelle gróf, aki egy Katherina nevű, csodálatosan szép, de aljas és gonosz parasztlány miatt vált üldözött földönfutóvá, aki megölte Alfonz legjobb barátját, és ügyesen rákente a gyilkosságot. Születésének fenti legendás történetét valószínűleg csak ő találta ki, hogy az alvilág könnyebben befogadja, mert ott talált igaz barátokra, mint Csülök, Tuskó Hopkins és Török Szultán. Velük együtt, légionistaként több hatalmas, sok emberáldozattal járó csalást leplezett le, becsületrendet kapott, és végül feleségül vette Duron tábornok lányát, Yvonne-t, aki nem csak szép, de okos és bátor lány volt.